# Hörmarke
Bei Hörmarken handelt es sich um Melodien oder Klangbilder, die als Marke geschützt sind (z. B. Jingles) und im Rahmen der Akustischen Markenführung Verwendung finden.

## Hintergrund
Ein Klangbild kann die Funktion einer Marke, also Waren oder Dienstleistungen eines Unternehmens von denjenigen anderer Unternehmen zu unterscheiden, erfüllen. Damit kann ein Klangbild als Hörmarke grundsätzlich als Marke in das Markenregister eingetragen werden. Nur bei sehr langen Klangfolgen kann sich unter Umständen anderes ergeben.
Wie bei allen Markenformen muss auch bei der Hörmarke Unterscheidungskraft für die jeweils beanspruchten Waren und Dienstleistungen gegeben sein. 
Problematisch ist bei der Hörmarke – ähnlich wie bei der Geruchsmarke – das Erfordernis der graphischen Darstellbarkeit. Hierzu hat der EuGH in seiner Shieldmark-Kist-Entscheidung, bezugnehmend auf die Sieckmann-Entscheidung (EuGH, Rechtssache C-283/01 bzw. Rechtssache C-273/00), wiederholt, dass die graphische Darstellbarkeit einer Marke nur dann gegeben ist, wenn sie klar, eindeutig, in sich abgeschlossen, leicht zugänglich, verständlich, dauerhaft und objektiv ist. Im Nachgang auf diese Entscheidung des EuGH hat das DPMA die Markenverordnung angepasst. Entsprechend §11, Abs. II der Markenverordnung (MarkenV) muss die Hörmarke nun in üblicher Notenschrift dargestellt werden, d. h., sie muss auch in Notenschrift darstellbar sein. Da allein das Klangbild den Markenschutz bestimmt, ist vom Anmelder einer Hörmarke auch eine klangliche Wiedergabe der Marke einzureichen.
Dies ist vielfach auf Kritik gestoßen, da sich einerseits Geräusche nicht in Notenschrift darstellen lassen und andererseits auch die Notenschrift zahlreiche Realisierungen – beispielsweise Tempi, Dynamik, Klangfarbe, Artikulation, Instrumentierung – zulässt. Bis zum 15. Oktober 2003 konnten Hörmarken beim DPMA noch als Sonagramm eingereicht werden, wenn eine graphische Darstellung in Notenschrift nicht möglich war. Aufgrund der benötigten, umfangreichen Hilfsmittel, die zur Feststellung des Klangbildes einer solchen Hörmarke notwendig waren, wurde diese Möglichkeit gestrichen.